# 多夫任科国家电影中心

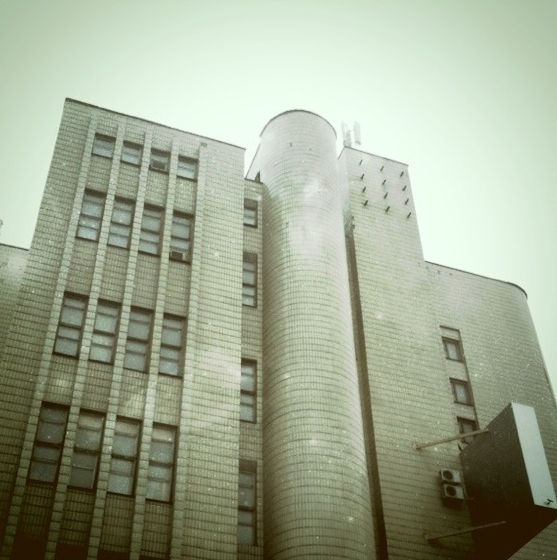
亚历山大·多夫任科国家中心大楼，乌克兰基辅

多夫任科国家电影中心（也称多夫任科中心、亚历山大多夫任科国家中心）是乌克兰基辅的国家电影档案馆和文化集群。

## 历史
大楼于1994年根据时任乌克兰总统库奇马所签署的法令建立。2000年，多夫任科中心与前基辅电影印刷厂合并，成为乌克兰唯一也是最大的同类电影厂，同时接管了后者财产、设施与所藏电影。2006年至今，该中心隶属于国际电影档案馆联合会。乌克兰动画电影制片厂于2019年与该中心合并。
2016年至2019年，中心原址进行了全面翻新，转型为多艺术形式的文化集群。 2019年9月，该中心开设了乌克兰全国第一家电影博物馆。

## 结构
多夫任科中心含有一个电影存放处、化学和数字电影实验室、电影博物馆、一个电影档案馆和一个媒体中心，位于基辅霍洛西夫区的一栋八层建筑内。它还与数家独立的戏剧音乐和表演艺术公司和团体一起经营位于其六楼的表演艺术场地Scene 6 。

## 收藏
多夫任科中心藏有共超7,000部乌克兰、俄罗斯、美国和欧洲的故事片、纪录片和动画电影、数以千计的档案文件、照片、海报和其他文物，代表了从20世纪初至今的乌克兰电影史。该中心保存的最古老的电影藏品可追溯到1910年，其中最老的乌克兰故事片则是1922年制作。